# Blue Moon
«Blue Moon» (рус. Голубая луна) — американская песня, написанная в 1934 году композитором Ричардом Роджерсом на слова Лоренца Харта. Со второй половины 1930-х годов стала джазовым стандартом.
Мелодия была написана в 1933 году для фильма «Вечеринка в Голливуде», но не была использована. В 1934 году Харт переписал текст, и под названием «The Bad in Every Man» в исполнении Ширли Росс баллада прозвучала в фильме «Манхэттенская мелодрама». Тогда же песня была впервые опубликована, однако популярностью не пользовалась. По настоянию главы издательского отдела кинокомпании MGM Джека Роббинса Харт переписал текст и поменял название на «Blue Moon».
Впервые песня была записана 16 ноября 1934 года Гленом Греем и его джаз-бендом «Casa Loma Orchestra» (солист Кеннет Сарджент). В январе 1935 года пластинка с этой записью заняла верхнюю строчку хит-парада «Top 30» журнала «Биллборд». В том же году её джазовые обработки записали Джанго Рейнхардт, оркестр Бенни Гудмана и другие, положив, таким образом, начало джазовой традиции исполнения. В СССР, в 1930-х гг., её с русским текстом исполнял один из родоначальников советского джаза — Александр Варламов (сохранилась аудиозапись).
Песню исполняли и записывали многие популярные певцы и эстрадно-джазовые коллективы. Среди них: Вон Монро (1945), Билли Холидей (1950), Элвис Пресли (1956), Сэм Кук (1960), Фрэнк Синатра (1961), Дин Мартин (1964), Вернер Мюллер (1964), The Supremes (1967), Боб Дилан (1970), Ли Перри (1971), Тони Беннетт и Элла Фицджеральд (1973), Род Стюарт (2004) и др. В 1961 году «Blue Moon» в исполнении группы The Marcels заняла первое место в американском и английском хит-парадах. В 1960-х инструментальная версия была записана венгерским дуэтом Вилмоша Корменди (электроогран) и Чермака Ота (ритм-секция) под названием «Hat Perc Blues».
Песня звучит в фильмах «Бриолин» (1978), «Жасмин» (2013) и др. Песня в исполнении Синатры является саундтреком к игре Fallout New Vegas.